# Timo Salonen
Timo Salonen, född 8 oktober 1951, är en finländsk före detta rallyförare.
Han blev rallyvärldsmästare 1985 med Peugeot. Han vann totalt 11 VM-rallyn.